# Sapporo

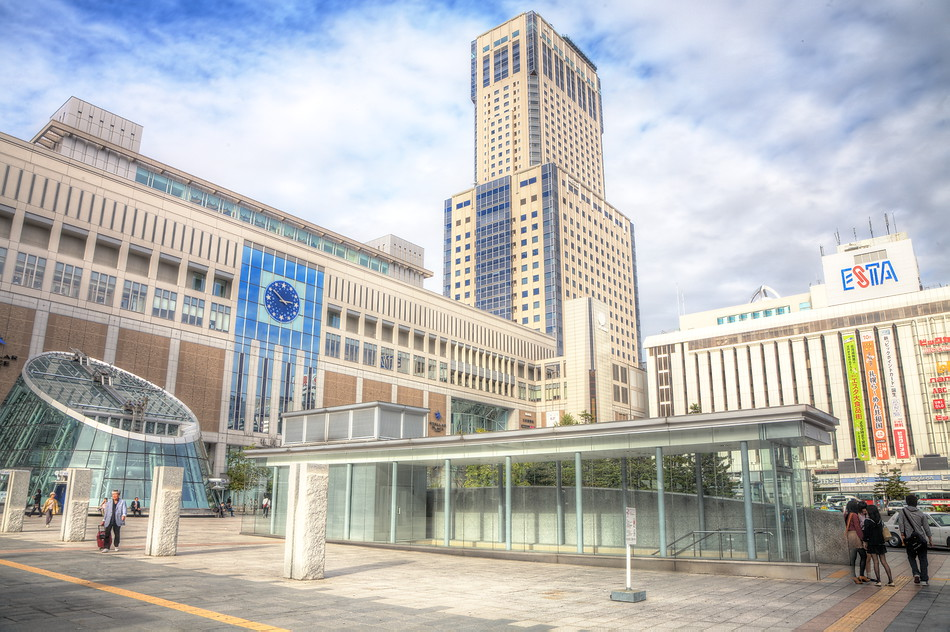
Sapporo järnvägsstation hösten 2012.

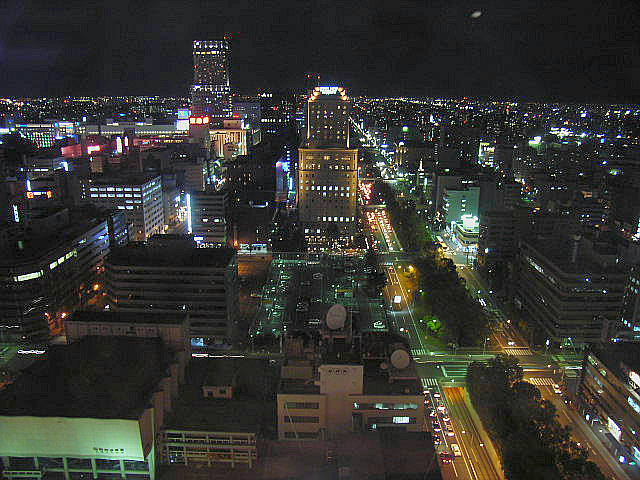
Sapporo centrum i november 2004.

Sapporo (japanska: 札幌?, Sapporo info) är en stad på den nordligaste av Japans öar, Hokkaido och residensstad i Hokkaido prefektur. Staden är med sina 1,9 miljoner invånare Japans femte största stad. Sapporos storstadsområde (japanska: 大都市圏?, Daitoshiken) hade 2 606 214 invånare vid folkräkningen 2005.

## Historia
Namnet Sapporo kommer från ursprungsbefolkningens ainu, möjligen från sat-poro, med betydelsen "uttorkad och stor". De kanji som används är ateji, tecken valda för att konstruera ett uttal.
Sapporo är en relativt ny stad. Den grundades 1869 då den japanska regeringen efter Meijirestaurationen beslutade att utveckla Hokkaido, som tidigare varit glesbefolkat. Redan från början var Sapporo tänkt att bli administrativt centrum. Tidigare hade Hokkaido styrts från Hakodate, belägen på sydkusten, men denna stad ansågs olämplig av både militära och administrativa skäl.

## Administrativ indelning
Sapporo är sedan 1972 en av landets numera tjugo signifikanta städer med speciell status (seirei shitei toshi). och delas som sådan in i ku, administrativa stadsdelar. Sapporo består av tio stadsdelar.
|              |        | Invånare 1 oktober 2015 | Area (km²) |
| ------------ | ------ | ----------------------- | ---------- |
| Atsubetsu-ku | 厚別区 | 127 826                 | 24,38      |
| Chūō-ku      | 中央区 | 237 784                 | 46,42      |
| Higashi-ku   | 東区   | 262 075                 | 56,97      |
| Kita-ku      | 北区   | 285 432                 | 63,57      |
| Kiyota-ku    | 清田区 | 115 864                 | 59,87      |
| Minami-ku    | 南区   | 141 358                 | 657,48     |
| Nishi-ku     | 西区   | 213 822                 | 75,10      |
| Shiroishi-ku | 白石区 | 209 770                 | 34,47      |
| Teine-ku     | 手稲区 | 141 061                 | 56,77      |
| Toyohira-ku  | 豊平区 | 218 792                 | 46,23      |

## Klimat
Normala temperaturer och nederbörd i Sapporo:
|                                            | Jan   | Feb  | Mar  | Apr  | Maj  | Jun  | Jul  | Aug   | Sep   | Okt   | Nov   | Dec   |
| ------------------------------------------ | ----- | ---- | ---- | ---- | ---- | ---- | ---- | ----- | ----- | ----- | ----- | ----- |
| Normaldygnets maximitemperaturs medelvärde | −0,9  | −0,3 | 3,5  | 11,1 | 17,0 | 21,1 | 25,0 | 26,1  | 22,0  | 15,8  | 8,1   | 2,1   |
| Normaldygnets minimitemperaturs medelvärde | −7,7  | −7,2 | −3,5 | 2,7  | 7,8  | 12,4 | 17,1 | 18,5  | 13,6  | 6,9   | 0,9   | −4,4  |
|                                            |       |      |      |      |      |      |      |       |       |       |       |       |
| Nederbörd                                  | 110,7 | 95,7 | 80,1 | 60,9 | 55,1 | 51,4 | 67,2 | 137,3 | 137,6 | 124,1 | 102,7 | 104,8 |

| Diagram | temperaturer i °C • månadsnederbörd i mm | temperaturer i °C • månadsnederbörd i mm | temperaturer i °C • månadsnederbörd i mm | temperaturer i °C • månadsnederbörd i mm | temperaturer i °C • månadsnederbörd i mm | temperaturer i °C • månadsnederbörd i mm | temperaturer i °C • månadsnederbörd i mm | temperaturer i °C • månadsnederbörd i mm | temperaturer i °C • månadsnederbörd i mm | temperaturer i °C • månadsnederbörd i mm | temperaturer i °C • månadsnederbörd i mm | temperaturer i °C • månadsnederbörd i mm |
|         | 111 -1 -8                                | 96 -0 -7                                 | 80 4 -4                                  | 61 11 3                                  | 55 17 8                                  | 51 21 12                                 | 67 25 17                                 | 137 26 19                                | 138 22 14                                | 124 16 7                                 | 103 8 1                                  | 105 2 -4                                 |

## Kommunikationer
Sapporo har en tunnelbana med tre linjer och en spårvagnslinje.

## Sport
I Sapporo, som är en vintersportort, anordnades de olympiska vinterspelen 1972. Sapporo skulle även ha anordnat de olympiska vinterspelen 1940, men arrangemanget blev inställt på grund av andra världskriget. Staden ansökte även om olympiska vinterspelen 2030 men drog tillbaka begäran i oktober 2023. I Sapporo anordnades även världsmästerskapen i nordisk skidsport 2007. Sapporo har varit värd för Asiatiska vinterspelen 1986 och 1990. I februari 2017 står staden som värd för dessa tävlingar för tredje gången.
Consadole Sapporo spelar i J. League i fotboll.

## Fritid
I Sapporo finns det en zoologisk trädgård.